# Atlantic Hockey
La Atlantic Hockey Association (AHA), conocida como Atlantic Hockey (español: Hockey Atlántico) era una de las 6 conferencias de hockey sobre hielo de la División I de la NCAA, el máximo nivel del hockey sobre hielo universitario de los Estados Unidos. El hockey sobre hielo masculino es el único deporte que se practicaba en la conferencia. Las universidades miembros de esta conferencia competían en otras conferencias para el resto de deportes.

## Miembros
Estaba integrada por los siguientes miembros:
| Institución                                       | Localización         | Apodo          | Tipo    |
| ------------------------------------------------- | -------------------- | -------------- | ------- |
| Academia de la Fuerza Aérea de los Estados Unidos | Colorado Springs, CO | Falcons        | Militar |
| American International College                    | Springfield, MA      | Yellow Jackets | Privada |
| Academia Militar de los Estados Unidos            | West Point, NY       | Black Knights  | Militar |
| Universidad Bentley                               | Waltham, MA          | Falcons        | Privada |
| Universidad Canisius                              | Búfalo, NY           | Griffins       | Privada |
| College of the Holy Cross                         | Worcester, MA        | Crusaders      | Privada |
| Universidad Mercyhurst                            | Erie, PA             | Lakers         | Privada |
| Universidad de Niágara                            | Niagara Falls, NY    | Purple Eagles  | Privada |
| Instituto de Tecnología de Rochester              | Henrietta, NY        | Tigers         | Privada |
| Universidad Robert Morris                         | Pittsburgh, PA       | Colonials      | Privada |
| Universidad del Sagrado Corazón                   | Fairfield, CT        | Pioneers       | Privada |
| Universidad de Connecticut                        | Storrs CT            | Huskies        | Pública |

## Historia
Se fundó en junio de 2003. Sus 9 miembros fundadores fueron:
- American International Yellow Jackets
- Bentley Falcons
- Canisius Golden Griffins
- UConn Huskies
- Holy Cross Crusaders
- Mercyhurst Lakers
- Quinnipiac Bobcats
- Sacred Heart Pioneers
- Army Black Knights

El 24 de agosto de 2004 Quinnipiac anunció su traslado a la ECAC Hockey League. Cuatro meses después, el RIT anunció su incorporación a la conferencia para la temporada 2006-07, y el 12 de abril de 2005 la Academia del Aire también anunció su incorporación para la misma temporada, por lo que en 2006 se alcanzó la cifra de 10 miembros.
En la temporada 2010-2011 se incorporaron los equipos masculinos de Niagara Purple Eagles y Robert Morris Colonials, procedentes de la conferencia College Hockey America.
En junio de 2023 se anunció la fusión de Atlantic Hockey con College Hockey America para crear Atlantic Hockey America en 2024.